# Justicia phlebodes
Justicia phlebodes är en akantusväxtart som beskrevs av Emery Clarence Leonard och Gentry. Justicia phlebodes ingår i släktet Justicia och familjen akantusväxter. Inga underarter finns listade i Catalogue of Life.